# Cephalodromia ktantescula
Cephalodromia ktantescula är en tvåvingeart som beskrevs av Neal L. Evenhuis 2009. Cephalodromia ktantescula ingår i släktet Cephalodromia och familjen svävflugor. Inga underarter finns listade i Catalogue of Life.